# WISE 0410+1502
　WISEPA J041022.71+150248.5（略称: WISE 0410+1502）はおうし座の、太陽系から20.4光年の距離にあるY型褐色矮星である。
WISE 0410+1502は2011年にWISEの観測データの分析によって発見された。WISEはNASAが打ち上げた口径40cmの赤外線宇宙望遠鏡で、2009年から2011年まで稼働した。WISE 0410+1502の発見論文はKirkpatricら (2011)と、Cushing ら (2011)の2つがある。これらは共通した研究グループに属する重複した著者によってほぼ同時に発表された。
- Kirkpatricらの論文[4]はWISEの観測データから発見したスペクトル型M・L・T・Yの98個の褐色矮星について報告したもので、その1つとしてWISE 0410+1502も含まれていた。
- Cushingらの研究[1]はWISEの観測で発見した褐色矮星のうち、特に晩期のスペクトル型に属する7個について報告している。それらはスペクトル型がY型の6個とT型の1個だった（この唯一のT型もY型との境界に近いT9.5型であった）。これは理論上存在が予測されていたY型褐色矮星の初めての発見例であった。WISE 0410+1502もその中に含まれていた。

2013年のMarshらの観測では年周視差は233±56ミリ秒で、距離に換算すると誤差は大きいものの4.3±1.0パーセク（14±3光年）という太陽系のかなり近距離にある天体と見られていた。
2014年のBeichmannらの研究ではより正確な年周視差が測定され、その結果は160±9ミリ秒という従前の測定値より小さめの数値であった。これにより太陽系までの距離は6.3パーセク（20.4光年）に上方修正された。